# Artas (Isèra)
Artas és un municipi francès situat al departament de la Isèra i a la regió d'Alvèrnia-Roine-Alps. L'any 2007 tenia 1.573 habitants.

## Demografia

### Població
El 2007 la població de fet d'Artas era de 1.573 persones. Hi havia 605 famílies de les quals 122 eren unipersonals (79 homes vivint sols i 43 dones vivint soles), 220 parelles sense fills, 220 parelles amb fills i 43 famílies monoparentals amb fills.
La població ha evolucionat segons el següent gràfic:
Habitants censats

### Habitatges
El 2007 hi havia 685 habitatges, 610 eren l'habitatge principal de la família, 30 eren segones residències i 44 estaven desocupats. 606 eren cases i 78 eren apartaments. Dels 610 habitatges principals, 464 estaven ocupats pels seus propietaris, 136 estaven llogats i ocupats pels llogaters i 11 estaven cedits a títol gratuït; 2 tenien una cambra, 25 en tenien dues, 84 en tenien tres, 179 en tenien quatre i 321 en tenien cinc o més. 529 habitatges disposaven pel capbaix d'una plaça de pàrquing. A 229 habitatges hi havia un automòbil i a 360 n'hi havia dos o més.

### Piràmide de població
La piràmide de població per edats i sexe el 2009 era:
| Homes | Edats   | Dones |
| ----- | ------- | ----- |
| 0     | 95 o +  | 0     |
| 0     | 90 a 94 | 4     |
| 8     | 85 a 89 | 0     |
| 12    | 80 a 84 | 12    |
| 16    | 75 a 79 | 16    |
| 8     | 70 a 74 | 36    |
| 20    | 65 a 69 | 28    |
| 44    | 60 a 64 | 28    |
| 24    | 55 a 59 | 16    |
| 28    | 50 a 54 | 28    |
| 44    | 45 a 49 | 64    |
| 68    | 40 a 44 | 52    |
| 44    | 35 a 39 | 60    |
| 76    | 30 a 34 | 48    |
| 48    | 25 a 29 | 52    |
| 44    | 20 a 24 | 48    |
| 52    | 15 a 19 | 56    |
| 36    | 10 a 14 | 20    |
| 48    | 5 a 9   | 64    |
| 40    | 0 a 4   | 52    |

## Economia
El 2007 la població en edat de treballar era de 1.018 persones, 796 eren actives i 222 eren inactives. De les 796 persones actives 759 estaven ocupades (420 homes i 339 dones) i 38 estaven aturades (12 homes i 26 dones). De les 222 persones inactives 104 estaven jubilades, 66 estaven estudiant i 52 estaven classificades com a «altres inactius».

### Ingressos
El 2009 a Artas hi havia 625 unitats fiscals que integraven 1.662,5 persones, la mediana anual d'ingressos fiscals per persona era de 20.042 €.

### Activitats econòmiques
Dels 40 establiments que hi havia el 2007, 1 era d'una empresa extractiva, 1 d'una empresa alimentària, 6 d'empreses de fabricació d'altres productes industrials, 11 d'empreses de construcció, 9 d'empreses de comerç i reparació d'automòbils, 1 d'una empresa de transport, 1 d'una empresa d'hostatgeria i restauració, 1 d'una empresa immobiliària, 3 d'empreses de serveis, 3 d'entitats de l'administració pública i 3 d'empreses classificades com a «altres activitats de serveis».
Dels 15 establiments de servei als particulars que hi havia el 2009, 2 eren tallers de reparació d'automòbils i de material agrícola, 2 paletes, 3 guixaires pintors, 1 fusteria, 1 lampisteria, 2 electricistes, 2 perruqueries, 1 restaurant i 1 agència immobiliària.
Dels 4 establiments comercials que hi havia el 2009, 1 era una botiga de menys de 120 m², 1 una fleca i 2 carnisseries.
L'any 2000 a Artas hi havia 32 explotacions agrícoles que ocupaven un total de 742 hectàrees.

## Equipaments sanitaris i escolars
El 2009 hi havia 1 escola maternal i 1 escola elemental.

## Poblacions més properes
El següent diagrama mostra les poblacions més properes.